# Vincellér

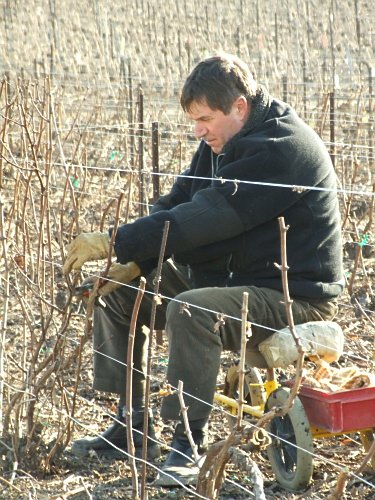
Egy francia vincellér a Champagne-Ardenne régióból

A vincellér, vinclér régebben a szőlők kezelésével és megőrzésével, illetve nagyobb szőlőknél az azokban előforduló munkák felügyelésével megbízott személy volt.

## Munkaköre
Régen az állandó cselédek sorába tartozott, és szabad lakáson kívül rendes éves fizetést kapott, amely vagy kizárólag készpénzből, vagy készpénzből és terménybeli járandóságokból tevődött össze. A vincellérnek értenie kellett a szőlőműveléshez; ez a feltétel különösen a filoxéra megjelenése óta vált fontossá. A 19. század végén ilyen szakképzettséget a ménesi, tarcali, tapolcai és munkácsi vincellériskolákban, illetve az egri és szekszárdi szőlészeti, borászati és kertészeti tanfolyamokon lehetett szerezni.
Jelenleg a vincellérnek a feladata a szőlőtermesztés és alapvető pinceműveletek technológiai folyamatainak önálló ellátása. Ilyen irányú, szőlő-, gyümölcstermesztő szakképzést Egerben, Kiskőrösön, Kőszegen, Sopronban, Tokajban, Budafokon és Villányban folytatnak.
Betölthető munkakörök:
- Szőlész, borász (mezőgazdasági)
- Szőlő- és gyümölcstermesztő
- Szőlőmunkás
- Szőlőoltó, -metsző
- Szőlőtermesztő
- Vincellér